# Adelpha ximena
Adelpha ximena is een vlinder uit de onderfamilie Limenitidinae van de familie Nymphalidae. De wetenschappelijke naam van de soort werd als Heterochroa ximena in 1862 gepubliceerd door C. & R. Felder.